# Festival Internacional de Cine de Estambul
El Festival Internacional de Cine de Estambul (en turco: Uluslararası İstanbul Film Festivali) es el primer festival de cine celebrado en Turquía, organizado por la Fundación para la Cultura y las Artes de Estambul. Se lleva a cabo anualmente en el mes de abril en varios lugares de Estambul. Como se menciona en sus regulaciones, el festival tiene como objetivo fomentar el desarrollo de la industria cinematográfica en Turquía y promover películas de calidad en el mercado del  cine turco.

## Historia
El Festival Internacional de Cine de Estambul se organizó por primera vez en 1982, en el marco del Festival Internacional de Estambul como una "Semana de Cine" en la que se exhibieron seis películas. El tema de las producciones cinematográficas que participaron en el festival se limitó al "cine arte" para mantener el evento en el contexto del Festival Internacional. En 1983, el evento se realizó bajo el título de "Istanbul Filmdays" y tuvo lugar durante todo el festival por un lapso de un mes.
A partir de 1984 el evento ganó popularidad y empezó a realizarse como una actividad por separado, trasladándose al mes de abril. En 1985 se incluyeron en el programa del festival dos secciones competitivas, una nacional y otra internacional. A partir de 1987 comenzó a entregarse el galardón oficial del festival, conocido como "Premio Honorario".
En los años siguientes, The Istanbul International Filmdays estableció firmemente su posición y ocupó su lugar entre los festivales de cine más importantes del mundo por la gran cantidad de películas mostradas y la calidad y versatilidad de su programa.
A principios de 1989 el evento fue reconocido y acreditado como "un festival competitivo especializado" por la Federación Internacional de Asociaciones de Productores Cinematográficos (FIAPF). Paralelamente a este desarrollo, "Istanbul Filmdays" pasó a llamarse "Festival Internacional de Cine de Estambul".
A partir de 1996 se creó un nuevo galardón entregado a la trayectoria de toda una vida junto con el "Premio Honorario", reconociendo a cineastas, actores y actrices internacionales.
En 2006 el festival celebró su vigésimo quinto año creando una plataforma de reuniones para profesionales del cine turcos y europeos bajo el título de "reuniones en el puente", con el objetivo de agrupar a las instituciones cinematográficas europeas con directores y productores turcos para discutir las posibilidades de financiación. También en 2006, Azize Tan, el entonces subdirector del festival, reemplazó a Hülya Uçansu como director.
En 2007, el Consejo de Europa, en colaboración con Eurimages, comenzó a otorgar el Premio del Consejo de Europa (FACE) a una película seleccionada en el festival. Desde su edición de 2009, el festival comenzó a entregar el premio Tulipán Dorado como resultado de su concurso nacional.
Desde el inicio del festival, más de dos millones de espectadores han asistido a la proyección de más de dos mil películas de 72 países diferentes. El festival tuvo una audiencia de 170 000 asistentes en 2007, rompiendo su propio récord.

## Censura
En 1988, inspectores gubernamentales obligaron a retirar cinco de las 160 películas que se iban a proyectar en el festival. Betty Blue de Jean-Jacques Beineix y Vedreba de Tengiz Abuladze hacían parte de estas cinco obras censuradas. Vedreba fue vetado por su contenido en contra del islam. Las otras cuarto películas tuvieron que sufrir algunos cortes debido a sus escenas eróticas.
Tras la notificación por parte de la junta de censura de que ciertas películas del programa debían ser prohibidas, la entonces presidenta del jurado, Elia Kazan, organizó una marcha de protesta con la participación de varios cineastas turcos. El Ministerio de Cultura de Turquía emitió posteriormente un decreto en el que todos los festivales internacionales de cine en el país debían estar exentos de censura.

## Programación
La selección y la programación de las películas del festival son elaboradas por el comité de selección y el consejo asesor. El programa consiste en un concurso internacional abierto solo a largometrajes, películas animadas y adaptaciones literarias, una competencia nacional y una sección para documentales y cortometrajes, entre otras.
Por ejemplo, la edición de 2008 del festival incluyó 200 películas y estuvo conformado por las siguientes secciones:
- Competencia internacional
- Cine turco 2007-8
  - Competencia nacional
  - Fuera de competencia
  - Documentales
- Proyección de películas premiadas
- Proyección especial: Clásicos de Turquía
- Cine de derechos humanos
- Galas
- Desafiando los años
- Del mundo de los festivales
- Jóvenes maestros
- Documentales de NTV
- Cine independiente estadounidense
- Zona minada
- Locura de medianoche
- Mujer es su nombre
- Del Cáucaso al Mediterráneo
  - Promoción de cine árabe
- Menú infantil
- El mundo de la animación: Aleksandr Petrov
- El '68 y su herencia
- Marc Caro: Perdido en las ilusiones
- In Memoriam
- Competencia de cortometrajes Nokia Nseries

## Premios
Los siguientes premios son otorgados en el contexto del festival:
- Tulipán dorado (a la mejor película en la competencia internacional)
- Mejor película turca del año
- Mejor director turco del año
- Premio especial del jurado
- Mención especial
- Mejor actor y mejor actriz (competencia nacional)
- Premio honorario
- Premio a la trayectoria de toda una vida
- Premio FIPRESCI
- Premio del Consejo Europeo de Cine
- Premio del público

### Ganadores del tulipán dorado
| Año  | Título original e internacional                    | Director               | Nacionalidad                                  |
| ---- | -------------------------------------------------- | ---------------------- | --------------------------------------------- |
| 1985 | 1984                                               | Michael Radford        | Bandera del Reino Unido · Bandera de la India |
| 1986 | Yesterday                                          | Radoslaw Piwowarski    | Bandera de Polonia                            |
| 1987 | Guard Me, My Talisman (Khrani menya, moj talisman) | Roman Balayan          | Bandera de la Unión Soviética                 |
| 1988 | Travelling Avant                                   | Jean-Charles Tacchella | Bandera de Francia                            |
| 1989 | A Film with No Name (Za Sada Bez Dobrog Naslova)   | Srdjan Karanovic       | Bandera de Serbia                             |
| 1990 | Pomegranate and Cane (Nar O Nay)                   | Saeed Ebrahimifar      | Bandera de Irán                               |
| 1991 | Farendj                                            | Sabine Prenczina       | Bandera de Francia                            |
| 1992 | Life on a String (Bian Zou Bian Chang)             | Chen Kaige             | Bandera de la República Popular China         |
| 1993 | Manila Paloma Blanca                               | Daniele Segre          | Bandera de Italia                             |
| 1994 | The Blue Exile (Mavi Sürgün)                       | Erden Kıral            | Bandera de Turquía                            |
| 1995 | The Silences of the Palace (Saimt el Qusur)        | Moufida Tlatli         | Bandera de Túnez                              |
| 1996 | Little Sister (Zusje)                              | Robert Jan Westdijk    | Bandera de los Países Bajos                   |
| 1997 | The King of Masks (Bian Lian)                      | Wu Tian-ming           | Bandera de la República Popular China         |
| 1998 | Ayneh (The Mirror)                                 | Jafar Panahi           | Bandera de Irán                               |
| 1999 | El Viento se Llevó lo Qué (Gone with the Wind)     | Alejandro Agresti      | Bandera de Argentina                          |
| 2000 | Clouds of May (Mayıs Sıkıntısı)                    | Nuri Bilge Ceylan      | Bandera de Turquía                            |
| 2001 | No Place to Go (Die Unberührbare)                  | Oskar Roehler          | Bandera de Alemania                           |
| 2002 | Magonia                                            | Ineke Smits            | Bandera de los Países Bajos                   |
| 2003 | Suddenly (Tan de repente)                          | Diego Lerman           | Bandera de Argentina                          |
| 2004 | Goodbye, Dragon Inn (Bu San)                       | Tsai Ming-liang        | Bandera de Taiwán                             |
| 2005 | La Femme de Gilles                                 | Frédéric Fonteyne      | Bandera de Bélgica                            |
| 2005 | Café Lumière                                       | Hou Hsiao-hsien        | Bandera de Taiwán                             |
| 2006 | A Cock and Bull Story                              | Michael Winterbottom   | Bandera del Reino Unido                       |
| 2007 | Reprise                                            | Joachim Trier          | Bandera de Noruega                            |
| 2008 | Egg (Yumurta)                                      | Semih Kaplanoğlu       | Bandera de Turquía                            |
| 2009 | Tony Manero                                        | Pablo Larraín          | Bandera de Chile                              |
| 2010 | The Misfortunates                                  | Felix Van Groeningen   | Bandera de Bélgica                            |
| 2011 | Microphone                                         | Ahmad Abdalla          | Bandera de Egipto                             |
| 2012 | The Loneliest Planet                               | Julia Loktev           | Bandera de Rusia · Bandera de Estados Unidos  |
| 2013 | What Richard Did                                   | Lenny Abrahamson       | Bandera de Irlanda                            |
| 2014 | Blind                                              | Eskil Vogt             | Bandera de Noruega                            |
| 2015 | Cancelado                                          |                        |                                               |
| 2016 | Un Monstruo de Mil Cabezas                         | Rodrigo Plá            | Bandera de México                             |
| 2017 | The Ornithologist                                  | João Pedro Rodrigues   | Bandera de Portugal                           |
| 2018 | Western                                            | Valeska Grisebach      | Bandera de Alemania                           |
| 2019 | Sinek kuşu                                         | Bora Kim               | Bandera de Corea del Sur                      |

## Otros premios

### Competencia nacional
| Año  | Título original e internacional                                                      | Director                                                            |
| ---- | ------------------------------------------------------------------------------------ | ------------------------------------------------------------------- |
| 2020 | Aşk, Büyü vs.                                                                        | Ümit Ünal                                                           |
| 2019 | Kız Kardeşler                                                                        | Emin Alper                                                          |
| 2018 | Borç                                                                                 | Vuslat Saraçoğlu                                                    |
| 2017 | Sarı sıcak (Yellow Heat)                                                             | Fikret Reyhan                                                       |
| 2016 | Toz Bezi (Duster)                                                                    | Ahu Öztürk                                                          |
| 2015 | Cancelado                                                                            |                                                                     |
| 2014 | Ben O Değilim (I Am Not Him)                                                         | Tayfun Pirselimoğlu                                                 |
| 2013 | Thou Gild'st The Even (Sen Aydınlatırsın Geceyi)                                     | Onur Ünlü                                                           |
| 2012 | Tepenin Ardı (Back of Hill)                                                          | Emin Alper                                                          |
| 2011 | Saç (Hair)                                                                           | Tayfun Pirselimoğlu                                                 |
| 2010 | Vavien                                                                               | Yağmur Taylan, Durul Taylan                                         |
| 2009 | Men on the Bridge (Köprüdekiler)                                                     | Aslı Özge                                                           |
| 2008 | Summer Book (Tatil Kitabı)                                                           | Seyfi Teoman                                                        |
| 2007 | İklimler (Climates)                                                                  | Nuri Bilge Ceylan                                                   |
| 2006 | Beş Vakit (Times and Winds)                                                          | Reha Erdem                                                          |
| 2005 | Anlat İstanbul (Istanbul Tales)                                                      | Ümit Ünal, Kudret Sabancı, Selim Demirdelen, Yücel Yolcu, Ömür Atay |
| 2004 | Karpuz Kabuğundan Gemiler Yapmak (Boats Out of Watermelon Rinds)                     | Ahmet Uluçay                                                        |
| 2003 | Uzak (Distant)                                                                       | Nuri Bilge Ceylan                                                   |
| 2002 | 9                                                                                    | Ümit Ünal                                                           |
| 2001 | Dar Alanda Kısa Paslaşmalar (Offside) Herkes Kendi Evinde (Away From Home)           | Serdar Akar Semih Kaplanoğlu                                        |
| 2000 | Mayıs Sıkıntısı (Clouds of May)                                                      | Nuri Bilge Ceylan                                                   |
| 1999 | Güneşe Yolculuk (Journey to the Sun)                                                 | Yeşim Ustaoğlu                                                      |
| 1998 | Masumiyet (Innocence)                                                                | Zeki Demirkubuz                                                     |
| 1997 | Akrebin Yolculuğu (Journey of the Clock-hand)"                                       | Ömer Kavur                                                          |
| 1996 | 80.Adım (The 80th Step)                                                              | Tomris Giritlioğlu                                                  |
| 1995 | İz (Traces)                                                                          | Yeşim Ustaoğlu                                                      |
| 1994 | Bir Sonbahar Hikayesi (An Autumn Story)                                              | Yavuz Özkan                                                         |
| 1993 | İki Kadın (Two Women)                                                                | Yavuz Özkan                                                         |
| 1992 | Gizli Yüz (Secret Face)                                                              | Ömer Kavur                                                          |
| 1991 | Camdan Kalp (A Heart of Galss)                                                       | Fehmi Yaşar                                                         |
| 1990 | Karartma Geceleri (Blackout Nights)                                                  | Yusuf Kurçenli                                                      |
| 1989 | Don't Let Them Shoot the Kite (Uçurtmayı Vurmasınlar)                                | Tunç Başaran                                                        |
| 1988 | Biri ve Diğerleri (One and the Others)                                               | Tunç Başaran                                                        |
| 1987 | Anayurt Oteli (Motherland Hotel)                                                     | Ömer Kavur                                                          |
| 1986 | Züğürt Ağa (the Agha) Amansız Yol (Desperate Road) Adı Vasfiye (Her Name Is Vasfiye) | Nesli Çölgeçen Ömer Kavur Atıf Yılmaz                               |
| 1985 | Bir Yudum Sevgi (A Sip of Love)                                                      | Atıf Yılmaz                                                         |

## Visitantes ilustres
Desde su primera edición, el festival ha recibido ilustres visitantes del mundo del cine, entre los que se encuentran los siguientes.

### Actores y actrices
| - Stefano Accorsi - Tarık Akan - Filiz Akın - Ambra Angiolini - Müjde Ar - Asia Argento - Cüneyt Arkın - Sabine Azéma - Romane Bohringer - Ekrem Bora - Claudia Cardinale - Valentina Cervi - Meltem Cumbul - Charles Dance - Ninetto Davoli - Catherine Deneuve - Gérard Depardieu - Hannelore Elsner - Fatma Girik | - İzzet Günay - Mehmet Günsür - Irm Hermann - Ediz Hun - Lee Kang-sheng - Harvey Keitel - Udo Kier - Denis Lavant - Jeanne Moreau - Zuhal Olcay - Greta Scacchi - Ingvar Sigurdsson - Hale Soygazi - Greg Timmermans - Nurgül Yeşilçay - Serra Yılmaz - Sophia Loren - Şener Şen - Türkan Şoray |

### Directores
| - Neil Armfield - Mani Haghighi - Bernardo Bertolucci - Béla Tarr - Paul Schrader - Tsai Ming-liang - Park Chan-wook - Dagur Kári - Michael Radford - Kerem Topuz - Ferzan Özpetek - Bahman Ghobadi - Tom DiCillo - Neil Jordan - Jane Campion - Claire Denis - Alain Robbe-Grillet - Sally Potter - Bertrand Tavernier - Vittorio De Seta - Jean-Marc Vallée - James Longley - Jean-Paul Rappeneau - Don Letts - Otar Iosseliani - Carlos Saura - Nanni Moretti - Theo Angelopoulos - Chantal Akerman - Paul Cox - Abbas Kiarostami - Jerry Schatzberg - Bertrand Blier - Don McKellar - Carlos Sorín - Youssef Chahine - Sergei Gerasimov - Károly Makk - Emir Kusturica - André Delvaux - John Boorman - Ömer Lütfi Akad - Elia Kazan - Jean-Charles Tacchella - Nikita Mikhalkov - Catherine Breillat - Manuel Gutiérrez Aragón - Sergei Paradjanov - Hugh Hudson - Jafar Panahi - Bahram Bayzai - Ken Russell - Fatih Akın - Mrinal Sen - Bruno Dumont | - Nana Djordjadze - Shaji N. Karun - Marzieh Meshkini - Ventura Pons - Roger Corman - Vittorio Taviani - István Szabó - Miklós Jancsó - Reinhard Hauff - Krzysztof Kieślowski - Fernando Solanas - Gillo Pontecorvo - Chinghiz Aitmatov - Andrei Konchalovsky - Arturo Ripstein - Arthur Penn - Nagisa Oshima - Claude Miller - Ettore Scola - Robert Wise - Margarethe von Trotta - Michelangelo Antonioni - Peter Greenaway - Claude Sautet - Jiří Menzel - Stephen Frears - Jim Sheridan - Christopher Hampton - Francesco Rosi - Gus Van Sant - Alexander Sokurov - Michael Ballhaus - Tony Gatlif - Abderrahmane Sissako - Marc Caro - William Klein - Amos Gitai - Semih Kaplanoğlu - Jan Kounen - Özgür Yıldırım - Niels Christian Meyer - Lech Majewski - Nadine Labaki - Handan İpekçi - Mehmet Güreli - Hüseyin Karabey - Alain Corneau - Nadine Trintignant - Parvez Sharma - Çağan Irmak - Ramin Bahrani - Nuri Bilge Ceylan - Brad Anderson - Bent Hamer - Li Yang |